# Wiershausen (Hann. Münden)
Wiershausen is een dorp in de gemeente Hann. Münden in het Landkreis Göttingen in Nedersaksen in Duitsland. 
Wiershausen ging begin 1973 op in de gemeente Hann. Münden. Het ligt 5 km ten oosten van de stad van die naam en  direct ten noorden van Lippoldshausen.
Het wordt voor het eerst vermeld in een oorkonde uit 990 waarin een schenking door Otto III aan het klooster in Hilwartshausen wordt gememoreerd.
De huidige evangelisch-lutherse dorpskerk is gebouwd in 1859. De kerk bevat wel een klok uit 1247. 
Wiershausen en Volkmarshausen hadden tot aan de 19e eeuw enige linnenweverijen; de boeren in de omgeving van deze dorpen verbouwden in de 17e en 18e eeuw op hun akkers veel vlas. In het dorpswapen van Wiershausen is daarom een weversschuitje afgebeeld.

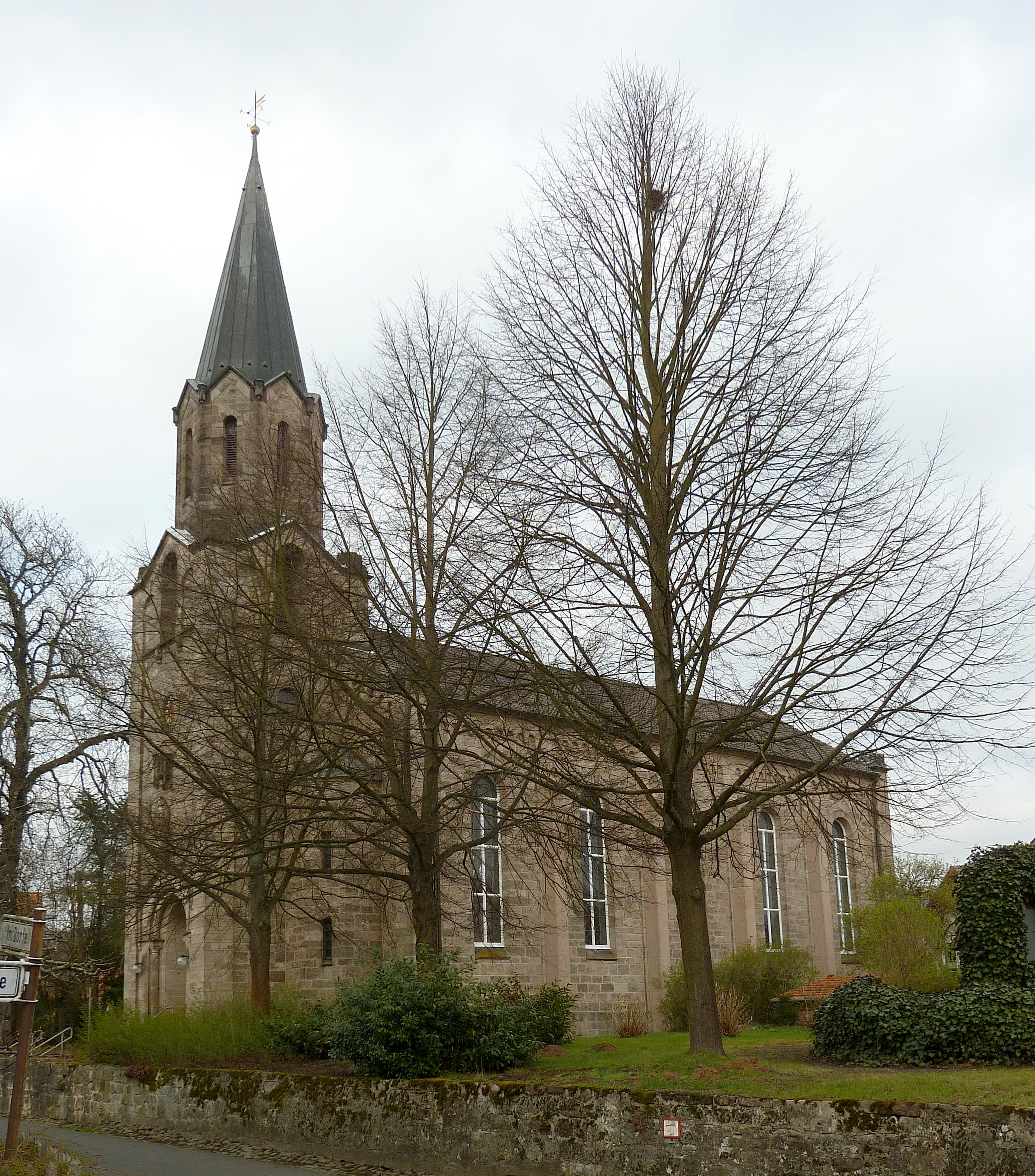
Sint-Pieterskerk, Wiershausen

## Afbeeldingen
- Virtual International Authority File: 7303149844969302960002